# Kirin Cup 2001
Kirin Cup 2001 – dwudziesty drugi, piłkarski turniej towarzyski Kirin Cup, odbył się w dniach 28 czerwca - 4 lipca 2001 r. w Japonii. W turnieju tradycyjnie wzięły udział trzy zespoły: drużyna gospodarzy, Paragwaju i Jugosławii.

## Mecze
| 28 czerwca |  | Paragwaj | 2 | - | 0 (1-0) | Jugosławia |

| 1 lipca |  | Japonia | 2 | - | 0 (1-0) | Paragwaj |

| 4 lipca |  | Japonia | 1 | - | 0 (1-0) | Jugosławia |

## Końcowa tabela
| M | Reprezentacja | L.m. | Zw. | Rem. | Por. | Bramki | R.br. | Pkt |
| 1 | Japonia       | 2    | 2   | 0    | 0    | 3:0    | +3    | 6   |
| 2 | Paragwaj      | 2    | 1   | 0    | 1    | 2:2    | 0     | 3   |
| 3 | Jugosławia    | 2    | 0   | 0    | 2    | 0:3    | -3    | 0   |

Dwudziestym drugim triumfatorem turnieju Kirin Cup został zespół Japonii.